# Karol Wierusz-Kowalski
Karol Feliks Augustyn Wierusz-Kowalski herbu Wieruszowa (ur. 28 sierpnia lub 25 sierpnia 1869 w Warszawie, zm. 23 października 1953 w Poznaniu) – polski działacz niepodległościowy, społeczny, artysta malarz.

## Życiorys
Urodził się 28 sierpnia 1869 w Warszawie, w rodzinie Władysława i Aleksandry z Chudzyńskich. Był bratankiem Alfreda Wierusza-Kowalskiego, wujem jego matki był natomiast January Suchodolski, matka pobierała również lekcje rysunku u Ludwika Kurelli.
Naukę rysunku rozpoczął w Warszawie u Ksawerego Pillatiego, następnie uczył go Józef Ryszkiewicz. Jednocześnie od 1880 roku był także uczniem gimnazjum Hermana Benniego, gdzie uczyli go m.in. Ignacy Jasiński i Adolf Dygasiński. W 1883 roku przeniósł się do szkoły Wojciecha Górskiego, a w 1886 roku do gimnazjum w Krakowie (przeniesienie Kowalskiego do Krakowa spowodowane było koniecznością powtarzania klasy, do czego nie chciał dopuścić ojciec). W Krakowie pobierał nauki u Juliusza Kossaka i Wojciecha Kossaka, spotykał się również z Jackiem Malczewskim i Feliksem Franiczem.
W 1889 roku zdał maturę, wyjechał do Monachium w 1893 roku. Dzięki wsparciu Alfreda Wierusza-Kowalskiego uczył się w prywatnej szkole Stanisława Grocholskiego i Wacława Szymanowskiego. Następnie podjął studia na Akademii Sztuk Pięknych w Monachium, w pracowni Gabriela Hackla. Był członkiem „szkoły monachijskiej” oraz Monachijskiego Towarzystwa Sztuk Pięknych.
Mieszkając w Monachium utrzymywał kontakty z wieloma przedstawicielami sztuki, m.in. z Józefem Brandtem, Władysławem Szernerem i Janem Rosenem. Z jego pobytem w Bawarii związana jest również anegdota, według której miał on w obcesowy sposób zabronić regentowi Luitpoldowi Wittelsbachowi wejść do jego pracowni, myśląc, że jest on kandydatem na modela.
W 1892 roku po raz pierwszy wystawił swój obrazy w Towarzystwie Zachęty Sztuk Pięknych, jego obrazy wystawiano następnie do 1902 roku, a po przerwie również w latach 1911–1913. W 1904 roku wystawił swoje obrazy w Towarzystwie Przyjaciół Sztuk Pięknych w Krakowie. Współpracował również z salonem Aleksandra Krywulta.
Poza tym zarządzał też majątkiem swego stryja Alfreda w Mikorzynie, gdzie m.in. założył hodowlę koni. W 1900 roku założył rodzinę i zajął się zarządzeniem rodzinnym majątkiem w Posadzie. Był również działaczem społecznym, pełnił m.in. funkcję sędziego pokoju, członka Wojskowej Komisji Poborowej, był również współzałożycielem miejscowej ochotniczej straży pożarnej.
W czasie I wojny światowej był członkiem POW, a następnie żołnierzem Wojska Polskiego. Zdemobilizowany został w 1926 roku. W okresie dwudziestolecia międzywojennego poświęcił się pracy malarskiej, organizował własne wystawy, m.in. w Łodzi, Bydgoszczy i Poznaniu. Wraz z Ksawerym Przyjemskim założył w Poznaniu salon sztuki.
Po wybuchu II wojny światowej został aresztowany przez Niemców i osadzony w więzieniu, z którego jednak uciekł i udał się do Warszawy, gdzie żył do końca okupacji. Po zakończeniu wojny powrócił do Posady, gdzie nowe władze przydzieliły mu kilka pomieszczeń i pracownię w pałacu. W 1951 roku przeniósł się do córki do Poznania. Zmarł 23 października 1953 roku w Poznaniu.

## Ordery i odznaczenia
- Krzyż Niepodległości – 21 kwietnia 1937 „za pracę w dziele odzyskania niepodległości”[15][3]

## Twórczość
Do najważniejszych obrazów jego autorstwa należą:
- Jeźdźce i wóz opuszczają polską wieś (1895)
- Powrót z wakacji (1898)
- Odsiecz (ok. 1900)
- Chaty we mgle (1924)

Jego prace znajdują się m.in. w zbiorach Zachęty Narodowej Galerii Sztuki w Warszawie oraz Muzeum Okręgowym w Koninie.